# 랑신좡역
랑신좡역(중국어: 郎辛庄站)은 중국 베이징시 차오양구 헤이좡후 지구 내 랑신좡 마을에 위치한 베이징 지하철 7호선의 지하철역이다. 2019년 12월 28일 7호선 개통과 함께 운영에 들어갔다.

## 위치
랑신좡 북로와 랑신좡 서로 교차점 동쪽에 있는 차오양구 헤이좡후 지구 내 랑신좡 마을에 위치하며 이 마을의 이름을 따서 명명된 이 역은 랑신좡 북로를 따라 동서로 배치되어 있다. 랑신좡 지명의 유래에 대해서는 여러 가지 설이 있는데, 그 중 하나는 남쪽에서 이주한 랑(郎) 성 주민들이 정착하여 랑자좡(郎家庄) 마을을 형성한 것에서 비롯되었고, 이후 마을이 남쪽으로 확장되어 "랑신좡(郎新庄)"이라는 새로운 정착지가 형성된 것이다. 그 후에 "랑신좡(郎辛庄)"으로 동음이의어가 붙고, 두 번째는 청나라에 살았던 뇨후루 하라 가문의 '랑' 가족이 살았던 랑자좡 마을이며, 나중에 "랑자좡"으로 이름이 변경되었다. 1622년에 랑거좡(郎各庄) 정착지가 확장되면서 1957년에 랑거좡 마을에 합병되어 "얼랑좡(二郎庄)"으로 불렸고, 1958년에 분리된 후에는 "조상들이 길고 험난한 길을 갔다(先辈筚路蓝缕、艰辛开创)"는 뜻으로 신좡(辛庄)이라고 불렸다. 나중에는 점차적으로 "랑신좡(郎辛庄)"으로 이름이 변경되었다.

## 역 구조
이 역은 1면 2선 섬식 승강장으로 설계된 2층 건물의 지하철역이다.

### 층별 구조
| 지면층             | 가도                            | A-D출입구                              |
| 지하 1층 대합실 층 | 대합실                          | 고객센터, 자동 발권기, 출입 게이트     |
| 지하 2층 승강장    | ←                               | ■ 7호선 베이징 서역 방면 (황창)        |
| 지하 2층 승강장    | 섬식 승강장, 왼쪽 출입문이 열림 |                                        |
| 지하 2층 승강장    | →                               | ■ 7호선 유니버설리조트 방면 (헤이좡후) |

## 역사
이 역의 계획 및 건설 당시의 역명은 "두거좡역(豆各庄站)"이었다. 2019년 5월, 베이징시 계획천연자원위원회는 7호선 동쪽 연장 역명 계획을 제안했고, 이 역의 이름을 랑신좡역으로 명명할 계획이었다. 2019년 11월 20일, 이 역명을 공식적으로 랑신좡역으로 확정하였다.

## 출입구
|                         |                         |           |  |  |  |
| 출구                    | 지시                    | 출구 인근 |  |  |  |
| 出口 · A                | 랑신좡 북로(郎辛庄北路) |           |  |  |  |
| 出口 · B                | 랑신좡 북로(郎辛庄北路) |           |  |  |  |
| 出口 · D                | 랑신좡 북로(郎辛庄北路) |           |  |  |  |
| 아이콘 설명: 엘리베이터 |                         |           |  |  |  |